# 10401 Masakoba
10401 Masakoba este o planetă minoră (asteroid), cu un diametru de 4,462 km, din centura de asteroizi. A fost descoperită pe 6 noiembrie 1997 la Observatorul Ōizumi de Takao Kobayashi. 
Obiectul prezintă o orbită caracterizată de o semiaxă mare de 2,7185782 UAi, o excentricitate de 0,08, o înclinație de 0,63356 ° în raport cu ecliptica.